# Frielas
Frielas é uma povoação portuguesa do Município de Loures que foi sede da extinta Freguesia de Frielas, freguesia que tinha 5,57 km² de área e 2 171 habitantes (2011), e, por isso, uma densidade populacional de 389,8 hab/km². 
Freguesia de Frielas foi extinta em 2013, no âmbito de uma reforma administrativa nacional, tendo sido agregada à Freguesia de Santo António dos Cavaleiros para formar uma nova freguesia denominada União das Freguesias de Santo António dos Cavaleiros e Frielas.
Em Frielas está situada a maior ETAR da Península Ibérica, a ETAR de Frielas, que faz o processo de limpeza das águas do Rio Trancão ou Rio de Loures.

## População
| População da freguesia de Frielas | População da freguesia de Frielas | População da freguesia de Frielas | População da freguesia de Frielas | População da freguesia de Frielas | População da freguesia de Frielas | População da freguesia de Frielas | População da freguesia de Frielas | População da freguesia de Frielas | População da freguesia de Frielas | População da freguesia de Frielas | População da freguesia de Frielas | População da freguesia de Frielas | População da freguesia de Frielas | População da freguesia de Frielas |
| --------------------------------- | --------------------------------- | --------------------------------- | --------------------------------- | --------------------------------- | --------------------------------- | --------------------------------- | --------------------------------- | --------------------------------- | --------------------------------- | --------------------------------- | --------------------------------- | --------------------------------- | --------------------------------- | --------------------------------- |
| 1864                              | 1878                              | 1890                              | 1900                              | 1911                              | 1920                              | 1930                              | 1940                              | 1950                              | 1960                              | 1970                              | 1981                              | 1991                              | 2001                              | 2011                              |
| 245                               | 271                               | 289                               | 291                               | 330                               | 328                               | 363                               | 441                               | 609                               | 618                               | 856                               | 917                               | 1 596                             | 2 676                             | 2 171                             |

Nos anos de 1864 e 1878 pertencia ao concelho dos Olivais, extinto por decreto de 22/07/1886

## História
A sua origem estará associada à presença da ponte de Frielas enquanto ponto de travessia da via que servia o Vale de Loures.

Durante a Idade Média, os reis de Portugal (D. Afonso III e D. Dinis) passaram aqui algumas temporadas, tendo inclusivamente erigido um Paço, de que hoje existem apenas as ruínas. Foi aqui que casaram, a 1 de Novembro de 1401, Afonso I, Duque de Bragança, com Beatriz Pereira de Alvim.

## Geografia
Freguesia muito antiga, Frielas incluía os sítios de Frielas, e ainda da Flamenga e Ponte de Frielas (os quais partilhava com Santo António dos Cavaleiros). Confinava com as freguesias da Apelação, Camarate, Loures, Santo Antão do Tojal, Santo António dos Cavaleiros, Unhos e ainda com o Município de Odivelas (freguesias do Olival Basto e da Póvoa de Santo Adrião).

## Património

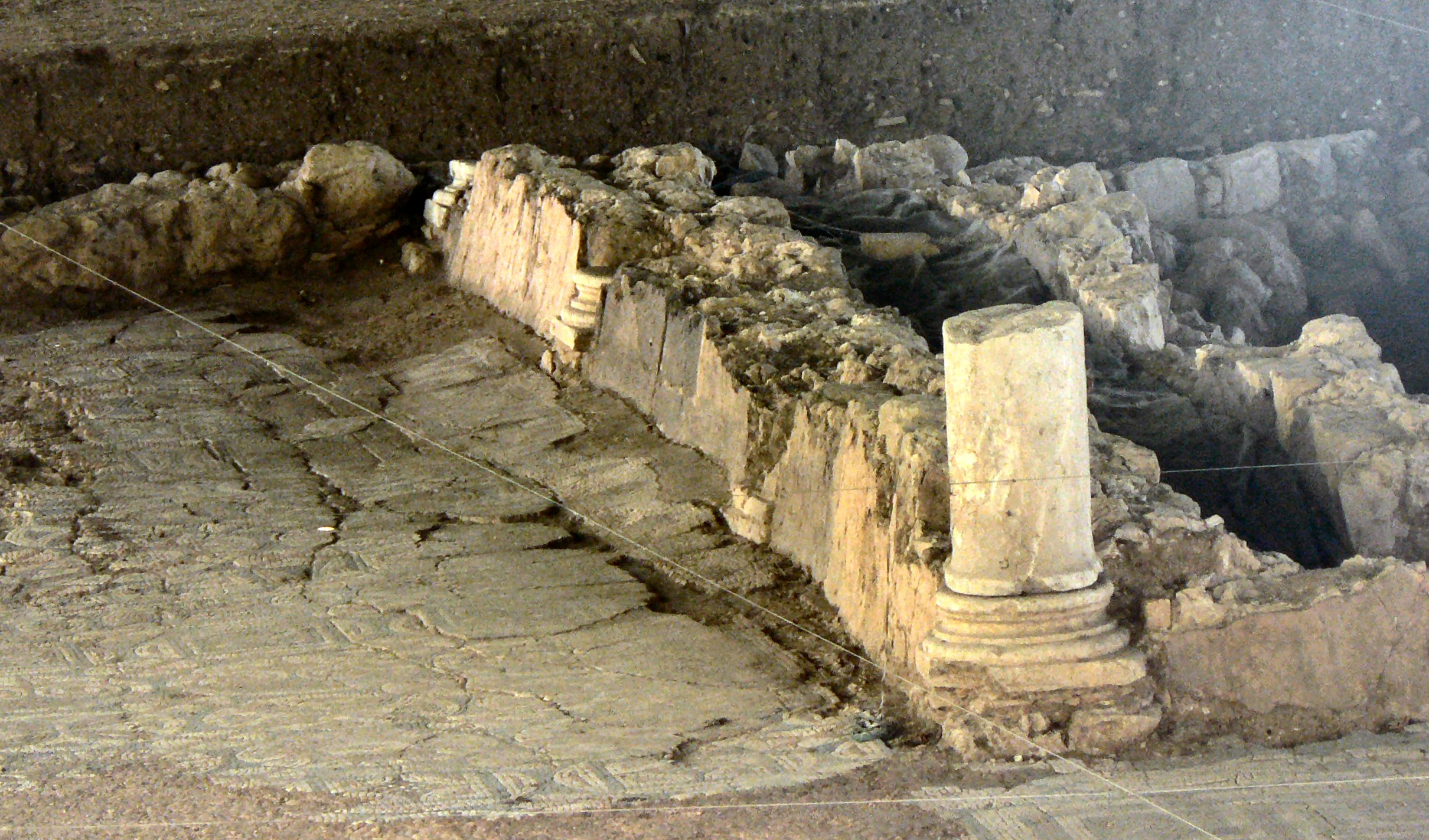
Vila Romana ou Estação Arqueológica de Frielas.

- Capela de Santa Catarina (Frielas)
- Cruzeiro manuelino da Cruz da Pedra ou Cruzeiro de Frielas
- Estação arqueológica de Frielas ou Sítio arqueológico de Frielas
- Igreja Matriz Paroquial de São Julião e Santa Bazilisa de Frielas
- Imóveis da Quinta do Pinto
- Paço Real de Frielas (vestígios) ou Palácio de Frielas
- Quinta de Santo António (Frielas)

## Orago
Frielas tem por orago maior o mártir São Julião de Antioquia, e como co-orago, a sua esposa e também mártir Santa Basilissa de Antioquia.

## Heráldica
Frielas usa a seguinte bandeira e brasão de armas:
Um escudo de prata, com um cruzeiro de púrpura e uma árvore arrancada de verde e frutada de ouro; duas canoas de vermelho, com remos de ouro, apontadas e atadas de negro, vogantes em contra-chefe ondado de sete faixas, quatro de azul, e três de prata. Uma coroa mural de prata de três torres. Um listel branco, com a legenda a negro, em maiúsculas: «FRIELAS».